# 三菱マヒンドラ農機 エコ・ラテ EL20
エコ・ラテ EL20は、三菱マヒンドラ農機が製造・販売している歩行型耕耘機。

## 概要
三菱グループに属する三菱マヒンドラ農機（旧・三菱農機）が開発・製造・販売している小型耕うん機。2009年2月より発売。趣味としての家庭菜園などホビーファームが増加する中で、より手軽に菜園作業を進められるようにと一般人にも入手・管理が容易な「カセットガス」を業界で初めて燃料としたエンジンを搭載しているのが特徴である。
燃料にブタンを主成分としたガスを使用することで燃料系の詰まりやシーズン後の保管、シーズン前のメンテナンスの頻度は格段に軽減されており、燃料の購入時に携行缶などといった特別な用具を準備する必要もなくスーパーやホームセンターなどで手軽に購入ができ、利便性に優れる。また耕うん能力も27kgの重量と80ccの排気量から最大出力1.9馬力と程よい数値で従来型のガソリン燃料の小型耕うん機と比較して遜色のないものとなっている。機械的にはデッドマンクラッチを装備しているので、レバーを握ると動き、離すと止まるといった安全装備やガバナー式のスロットルレバーを装備しエンジン回転を任意の回転数に固定でき安定した作業が可能とされている。ボディカラーはネーミングの「エコ・ラテ」が示すようにエコロジーを意識したアースカラーを用いたものが採用されている。
同様に「カセットガス」を燃料に採用したフロントロータリ式耕うん機「エコ・ラテF」が2010年3月より発売。なお、カセットガスを燃料とした小型耕うん機としては、ホンダのピアンタが有名である。

## 仕様
- 型式名:EL20A
- 全長x全幅x全高:1125mm×480mm×1065mm
- 機体質量:27kg
- 耕うん幅:420mm
- 耕うん爪径:250mm
- エンジン型式名:GM82PN
- 種類:空冷4サイクルOHV　LPG
- 総排気量:80cc
- 最大出力:1.9ps
- 始動方式:リコイル式
- 使用燃料:LPG（ブタン）ガス
- 燃料容量:カセットボンベ　1本
- 使用温度範囲:10～40℃
- 指定ボンベ:岩谷産業製イワタニカセットガス（内容量250gタイプ）

## その他
- 2008年12月10日、テレビ東京系列で放送のニュース「E morning」内のコーナー「初コレ!」で紹介された。
- 2008年12月19日、テレビ東京系列で放送の報道番組「ワールドビジネスサテライト」内のコーナー「トレンドたまご」で紹介された。